# Southampton Saturday Football League
Southampton Saturday League là một giải đấu bóng đá Anh nằm ở Hampshire. Có tổng cộng 7 hạng đấu: Premier, Senior One, và Junior One đến Five. Đây là giải đấu góp đội cho Hampshire Premier League và hạng đấu cao nhất nằm ở Cấp độ 13 của Hệ thống các giải bóng đá ở Anh. Giải đấu cũng có một hạng đấu dự bị và ba hạng đấu cho các cựu binh, không nằm trong hệ thống giải đấu.

## Nhà vô địch
| Mùa giải | Premier Division |
| -------- | ---------------- |
| 2003–04  | Sporting BTC     |
| 2004–05  | Nursling         |
| 2005–06  | Nursling         |
| 2006–07  | Comrades         |
| 2007–08  | Nursling         |
| 2008–09  | Bush Hill        |
| 2009–10  | Bush Hill        |
| 2010–11  | Bush Hill        |
| 2011–12  | Bush Hill        |
| 2012–13  | Bush Hill        |
| 2013–14  | Cadnam United    |

## Các Câu lạc bộ mùa giải 2014–15
- Premier Division

Bishopstoke | BTC Southampton | Burridge | Comrades | Durley | Hedge End Town | Nursling | Real | Solent Saints | Southampton University
- Senior Division One

AFC Gulf Western | Bishop's Waltham Dynamos | Braishfield | BTC Southampton Dự bị | Chamberlayne Athletic | Compton | Comrades Dự bị | Langley Manor
- Junior Division One

Applewood Joinery | AFC Botley | Burridge Dự bị | Compton Dự bị | Durley Dự bị | East Boldre | Lowford | Montefiore Halls | Park Sports | Warsash Wasps
- Junior Division Two

Botley Village | Capital | EP | FC Wellington | Hamble United | New Forest | Priory Rovers | Shiza Stars | Sporting Wessex | Woodlands
- Junior Division Three

AFC Phoenix | AFC Testwood | Athletico Romsey | BTC Southampton 'A' | Inmar | London Airways | New Forest Dự bị | Shamblehurst | Wellow
- Junior Division Four

AFC Nemesis | AFC Station | FC White Horse | Hythe Aztecs | Park Sports Dự bị | Thompson | Upham Dự bị | Weston City
- Junior Division Five

AFC Hiltingbury | Athletico Romsey Dự bị | Braishfield Dự bị | Knightwood United | Shield  | Waltham Wolves | Warsash Wasps Dự bị | West End Rovers